# Singer Six
Der Singer Six ist ein Wagen der oberen Mittelklasse, den Singer von 1929 bis 1931 als Nachfolger des 14/34 baute.
Der Wagen hatte einen Sechszylinder-Reihenmotor mit 1920 cm³ Hubraum (Bohrung × Hub = 65,5 mm × 95 mm). Der Motor hatte, wie sein Vorgänger, hängende Ventile und eine untenliegende Nockenwelle. Der Wagen erreichte eine Höchstgeschwindigkeit von 96 km/h.
Der Singer Six war als viersitziger Tourenwagen, zweisitziger Sports Tourer (Roadster) oder viersitzige Limousine erhältlich.
1931 wurde der Six ohne Nachfolger eingestellt. Singer baute erst ab 1958 wieder Motoren mit OHV-Ventilsteuerung.